# Pavlopetri

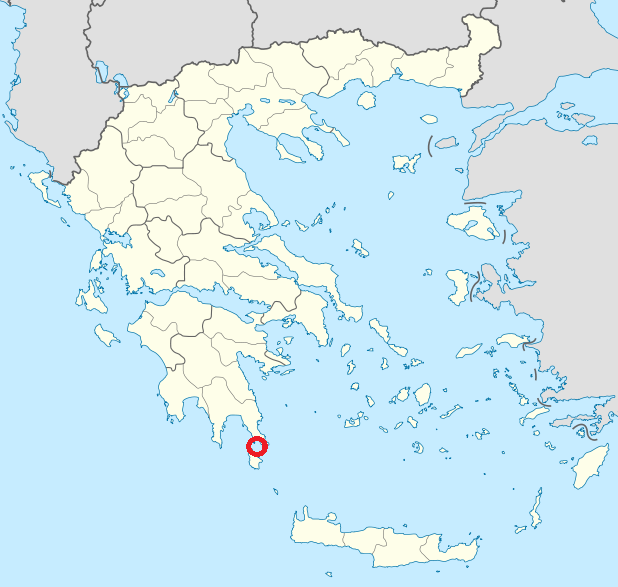
Localização de Pavlopetri

A cidade de Pavlopetri, submersa longe da costa da Lacônia do Sul no Peloponeso, Grécia, tem cerca de 5.000 anos, e é o mais velho sítio de povoado arqueológico submerso. É o único a ter um plano de povoado quase completo, incluindo ruas, edifícios e tumbas. Foi descoberto em 1967 por Nicholas Flemming e mapeado em 1968 por uma equipe de arqueólogos de Cambridge. O nome Pavlopetri ("de Paulo e Pedro", ou a "pedra de Paulo") é o nome moderno da ilhota e da praia, que aparentemente recebeu o nome de dois santos cristãos que são celebrados juntos; o nome ou nomes antigos são desconhecidos.
Há pelo menos 15 prédios submersos de 3 a 4 metros de profundidade. As mais novas descobertas feitas em 2009 sozinhas cobrem  9.000 m² (2,2 acres).
Anteriormente, as ruínas foram datadas do período micênico, de 1600 a 1100 a.C. Estudos posteriores mostraram uma data de ocupação mais antiga começando não mais tarde do que 2.800 a.C. e assim isto também inclui a Idade do Bronze inicial, a Civilização Minoica e o material transitório.
É agora acreditado que o povoado foi submerso em torno de 1.000 a.C. pelo primeiro dos três terremotos que a área sofreu. A área nunca reemergiu, então ela nem foi sobreposta ou destruída pela agricultura.
Embora erodido através dos séculos, o desenho do povoado está como era há milhares de anos. O sítio está sob ameaça de dano por barcos de pesca arrastando âncoras, bem como por turista e caçadores de lembranças.
O trabalho de campo de 2009 foi em grande parte mapear o sítio. É o primeiro povoado submerso digitalmente mapeado em três dimensões. Técnicas de Mapeamento de Sonar desenvolvidas por militares e organizações de prospecção de óleo têm auxiliado o recente trabalho.
A partir de outubro de 2009, quatro outras sessões de trabalho de campo foram planejadas, também em colaboração com o governo grego como um projeto conjunto. Aquelas sessões farão as escavações. Também trabalhando lado a lado com os arqueólogos (da Universidade de Nottingham) estão uma equipe do Centro Australiano para Robótica de Campo, que visa levar em consideração a arqueologia submersa do século XXI. Eles desenvolveram vários robôs, únicos para mapear o sítio de várias maneiras. Um dos resultados do mapeamento foi estabelecer que o povoado era o centro de uma indústria têxtil florescente (a partir dos muitos pesos de tear encontrados no sítio). Da mesma forma muitos potes grandes pitharis (de Creta) foram escavados, indicando também se tratar de um importante porto comercial.
O trabalho da equipe britânico-australiana foi reunido em um documentário de uma hora da BBC, "City Beneath the Waves: Pavlopetri", transmitida pela BBC Two em 2011.